# Stonefort (Illinois)
Stonefort es una villa ubicada en el condado de Williamson en el estado estadounidense de Illinois. En el Censo de 2010 tenía una población de 297 habitantes y una densidad poblacional de 78,54 personas por km².

## Geografía
Stonefort se encuentra ubicada en las coordenadas 37°37′18″N 88°42′15″O / 37.62167, -88.70417. Según la Oficina del Censo de los Estados Unidos, Stonefort tiene una superficie total de 3.78 km², de la cual 3.77 km² corresponden a tierra firme y (0.41%) 0.02 km² es agua.

## Demografía
Según el censo de 2010, había 297 personas residiendo en Stonefort. La densidad de población era de 78,54 hab./km². De los 297 habitantes, Stonefort estaba compuesto por el 97.98% blancos, el 1.35% eran afroamericanos, el 0% eran amerindios, el 0% eran asiáticos, el 0% eran isleños del Pacífico, el 0% eran de otras razas y el 0.67% pertenecían a dos o más razas. Del total de la población el 2.02% eran hispanos o latinos de cualquier raza.